# Parasiccia punctilinea
Parasiccia punctilinea là một loài bướm đêm thuộc phân họ Arctiinae, họ Erebidae.